# كلوريد الزركونيوم الرباعي
كلوريد الزركونيوم الرباعي (أو رباعي كلوريد الزركونيوم) مركب كيميائي له الصيغة ZrCl4، ويكون على شكل مسحوق بلوري أبيض.

## التحضير
يحضر هذا المركب صناعياً من تفاعل ثنائي أكسيد الزركونيوم مع كلور بوجود الكربون عند درجات حرارة مرتفعة:
{\displaystyle \mathrm {ZrO_{2}\ +2\ C+2\ Cl_{2}\ {\xrightarrow {900^{\circ }C}}\ ZrCl_{4}+\ 2\ CO} }
أو يمكن إجراء عملية التحضير من تفاعل كلوريد الرصاص الثنائي مع الزركونيوم عند درجة حرارة مقدارها 500° س:
{\displaystyle \mathrm {Zr+2\ PbCl_{2}\longrightarrow ZrCl_{4}+2Pb} }

## الخواص
يوجد المركب في الشروط القياسية على هيئة صلب بلوري أبيض، وهو يتحلمه عند التماس مع الماء.
للمركب بنية بوليميرية، ويؤدي تسخينه إلى تشكل مركب كلوريد الزركونيل.

## الاستخدامات
يعد كلوريد الزركونيوم الرباعي المادة الأولية البادئة الأساسية في تحضير مركبات الزركونيوم العضوية.